# Qi (Henan)
Qi (en chino, 杞; pinyin, Qǐ) un estado feudal menor en la antigua China que existió desde el comienzo de la dinastía Shang (siglo XVI a. C.) hasta el comienzo del período de los Reinos Combatientes, c. 445 a. C. 

## Historia
El estado de Qi se fundó cuando el primer rey de la dinastía Shang ofendió a los descendientes directos de la familia real de la dinastía Xia depuesta en el área que ahora es el Condado Qi en Kaifeng, en la provincia oriental de Henan. Esta práctica se conoce como 二 王三恪. El estado de Qi se movió gradualmente hacia el este hasta el área de Xintai en la provincia de Shandong hasta que finalmente fue destruido por el Rey Hui de Chu . 
El estado de Qi aparentemente era muy pequeño, ya que rara vez se menciona en los antiguos documentos chinos, excepto para decir que "no vale la pena mencionar sus asuntos". Quizás es más conocido como la inspiración para el idioma chino popular, 杞人忧天 (杞人憂天) (Qǐ rén yōu tiān, literalmente, "la gente Qi lamenta el cielo" o "la gente de Qi se preocupa por el cielo"), que es se dice que se refiere al hecho de que la gente de Qi a menudo hablaba ansiosamente sobre el cielo cayendo sobre sus cabezas. La expresión idiomática se usa cuando se burla de la ansiedad innecesaria de una persona por un asunto imposible, intrascendente o inevitable. Dicho esto, su gobernante también pertenecía al rango feudal más alto debajo del rey: un duque (公). Es uno de los pocos ducados erigidos por el edicto real, en comparación con los muchos que se declararon a sí mismos. 
Sin embargo, en términos de cultura, el estado de Qi, que descendía de la casa real de la dinastía Xia, tenía una importancia considerable, ya que seguía los antiguos rituales de Xia. Confucio, interesado en los ritos antiguos, visitó Qi para verlos por sí mismo. Sin embargo, su veredicto no sonó de manera muy aprobatoria: "Podría hablar sobre el ritual de los Xia, pero el Qi [reino] no da fe de mis palabras" 夏禮，吾能言之，杞不足徵也 (Analectas 3:9).